# Günther Steffen Henrich
Günther Steffen Henrich (ur. 15 sierpnia 1938 w Wiedniu, zm. 16 września 2024 w Hamburgu) – niemiecki historyk, bizantynolog, neogrecysta, filolog.

## Życiorys
Studiował filologię klasyczną i nowogrecką na uniwersytecie w Hamburgu. W latach 1967-1971 wykładał na Uniwersytecie Arystotelesa w Salonikach. W 1971 został wykładowcą greki nowożytnej w Instytucie Filologii Greckiej i Łacińskiej w Hamburgu. W latach 1994–2003 wykładał na uniwersytecie w Lipsku. W latach 1979–1994 był sekretarzem Arbeitsgemeinschaft deutscher Byzantinisten.
Jest mężem Kiriaki Chrisomalli-Henrich (Κυριακή Χρυσομάλλη), wykładowcy języka nowogreckiego na uniwersytecie w Kilonii.

## Wybrane prace
- Polyglott-Sprachführer Neugriechisch, München 1987.
- Langenscheidts Universal-Wörterbuch Neugriechisch-Deutsch und Deutsch-Neugriechisch, t. 1-2, Berlin – München, 1990-1991.
- Langenscheidts Euro-Wörterbuch Griechisch- Deutsch und Deutsch-Griechisch, Berlin – München 1992.